# Osmia pratincola
Osmia pratincola är en biart som beskrevs av Warncke 1988. Osmia pratincola ingår i släktet murarbin, och familjen buksamlarbin. Inga underarter finns listade i Catalogue of Life.